# Ereta del Castellar

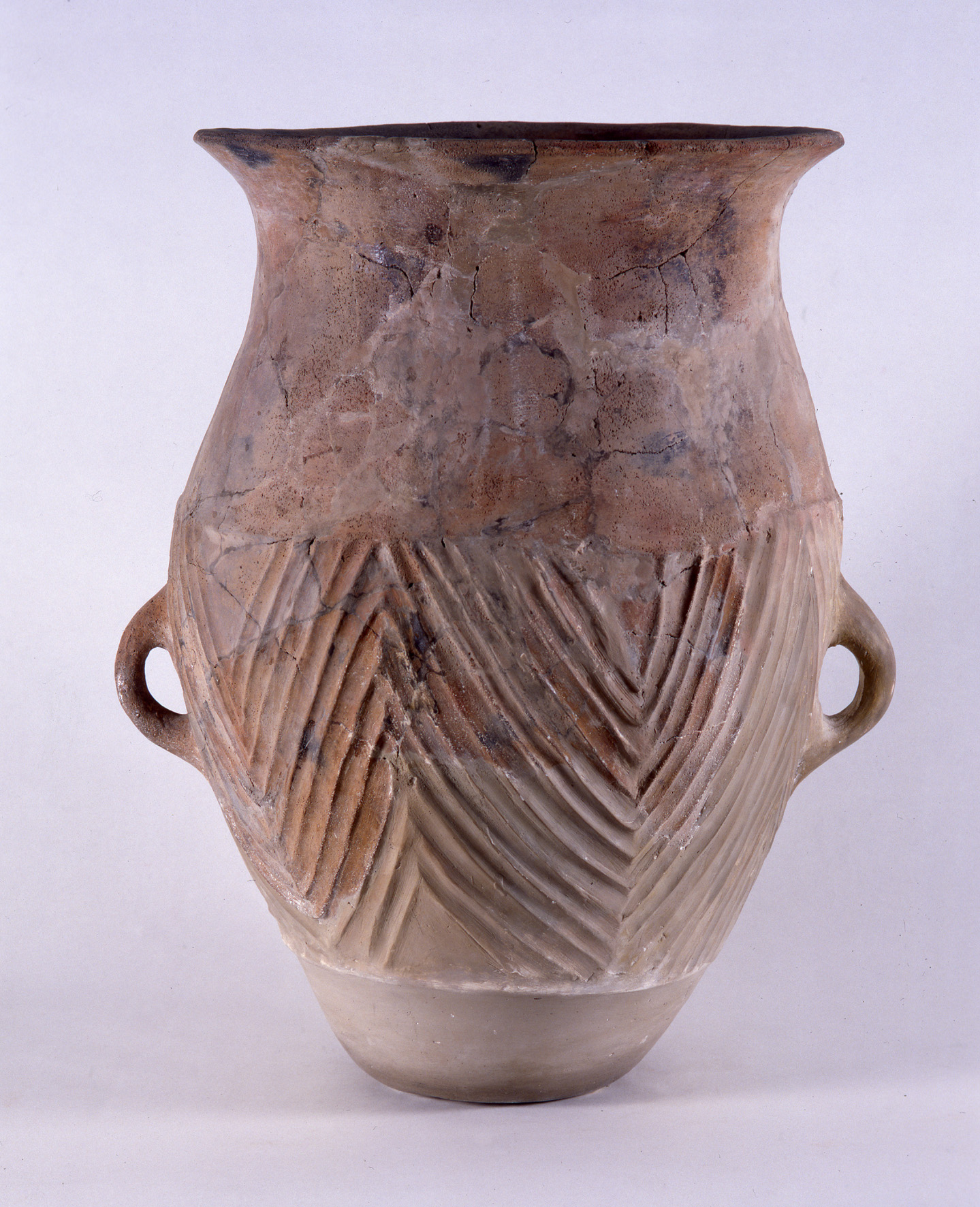
Gran tenalla de fang cuit amb decoració de cordons en relleu. Ereta del Castellar (Vilafranca, Castelló)

Ereta del Castellar és un jaciment situat en el terme municipal de Vilafranca (Alt Maestrat). El poblat, que pertany a l'edat del bronze, se situa sobre un abrupte esperó, del qual els vessants sud i est recauen al barranc de la Foç, que aboca les seves aigües una mica més avall, al riu Sec. Cap al nord el cim és una continuació de l'elevat altiplà, per sobre dels 1.100 snm, en el qual es troba actualment la població de Vilafranca.
L'enclavament on se situa aquest assentament constitueix una via natural que connecta, a través dels cursos fluvials, les terres baixes de Castelló amb la regió muntanyenca de Terol i amb la zona del Baix Aragó. El poblat està situat en una àrea de pas entre les pastures d'alta muntanya de Terol i les terres més baixes.
El jaciment va ser localitzat fortuïtament cap al 1954 per l'arqueòleg francès Henri Prades, i excavat el 1957, en una breu campanya d'estiu, amb la col·laboració del Servei d'Investigació Prehistòrica de la Diputació de València. Encara que va ser una campanya molt curta, poc menys d'un mes, els materials recuperats van ser abundants i de gran interès i es van dipositar al Museu de Prehistòria de València.
El 1968, Jean Arnal, Henri Prades i Domingo Fletcher van publicar els resultats de les excavacions al número 35 de la sèrie Trabajos Varios del Servei d'Investigació Prehistòrica de València. Hi van incloure el jaciment dins dels poblats de l'edat del bronze valencià, i li assignaren una cronologia per als nivells inicials al voltant del 1800 aC i del 1600 aC per als nivells superiors.
Més recentment les excavacions al jaciment de l'Ereta del Castellar, les ha dut a terme el Servei d'Investigació Prehistòrica, sota la direcció de María Jesús De Pedro Michó i Eva Ripollés Adelantado, arqueòlogues vinculades al servei i al Museu de Prehistòria de València.
Els treballs inicials allà pels anys 50 es van centrar en la part superior del promontori, on s'obren cinc quadres d'un metre quadrat cadascun, encara que posteriorment es va ampliar l'excavació seguint les estructures localitzades i delimitant així les habitacions I, II i III. Es van documentar cinc nivells successius, amb una potència total d'un metre aproximadament.
Entre els elements constructius apareguts, cal destacar la presència de murs d'argila i de pedra, paviments de terra xafada i de lloses, així com restes de fang amb empremtes vegetals procedents dels sostres i les parets. També es van poder recuperar una gran quantitat de restes materials relacionades amb les activitats quotidianes del poblat. Potser caldria nomenar, per la seua espectacularitat, els grans recipients d'emmagatzematge decorats amb cordons en relleu.
A partir dels cinc quadres contigus que van excavar en la part central de la muntanya i de la seua ampliació posterior, seguint les estructures localitzades, se'n van diferenciar cinc nivells: els dos primers pràcticament arrasats, el tercer delimitat per un enllosat de base, sobre el qual es recolzaven els grans gerros amb cordons publicats, la cambra a què s'adscriuen la resta de restes localitzades, i el nivell cinquè o de base, gairebé sense materials.
Pel que fa a l'organització interna del poblat, les dades aportades per les excavacions no són massa clares, ja que existeixen elements que no encaixen a l'hora d'assignar les estructures constructives localitzades en els diferents nivells establerts. No obstant això, queda clara l'existència de construccions de planta rectangular realitzades en diferent moment, algunes de pedra en sec, pel que sembla les més antigues, i unes altres de fang. La presència de restes constructives entre els materials revisats permet confirmar la utilització de cobertes i alçades realitzades amb elements vegetals i fang que, en alguns casos, mostren restes de calç.
El poblat presenta diferents moments de construcció amb murs d'argila i murs de pedra en sec, murets de fang i altres materials de construcció com ara toves de fang que ens remeten al bronze final. Un altre fet característic són les plantes rectangulars ben definides dels departaments, presents en jaciments del bronze ple, però també en altres jaciments datats al voltant del 1100 aC.
Una altra qüestió que sembla confirmar-se és l'existència d'una zona de magatzem a l'espai que els excavadors van denominar habitació II i III, donada l'acumulació de grans vasos constatada, però és difícil saber si les estructures que delimiten aquestes dues habitacions tenen relació amb els grans recipients d'emmagatzematge o corresponen al nivell inferior. En qualsevol cas, la quantitat de recipients identificats, fins a dotze, i la seua capacitat, d'uns 120 kg els més grans, ens situa davant una comunitat amb una base econòmica amb un fort component agrícola, per a la qual serien molt apropiats els extensos altiplans que envolten l'assentament.
D'altra banda, la revisió dels materials que es conserven al Museu de Prehistòria de València, procedents de les antigues excavacions, ha aportat novetats interessants de cara a establir-ne la cronologia i possible relació amb altres jaciments situats en àrees properes.
Pel que fa a les formes ceràmiques, hi predominen les de perfil senzill obert, de tendència troncocònica i en alguns casos amb la vora marcadament exvasada, front a les formes senzilles de perfil tancat, que són escasses. També són abundants les formes de perfil en “S”, en alguns casos marcadament exvasades, i els carenats presenten una tipologia molt variada.
Les decoracions plàstiques són les més abundants, i se centren en els recipients d'emmagatzematge. Bàsicament es tracta de cordons aplicats, sobretot llisos i de secció triangular, que apareixen en diferents combinacions o associats a mamellons. Encara que molt escasses, també s'han documentat decoracions incises, impreses i un fragment amb acanaladures característiques dels camps d'urnes del nord-est peninsular.
Altres peces d'interès són el suport carret aparegut en un dels dipòsits, la fusaiola discoïdal del nivell 3 i una costella dentada localitzada en la revisió del material.
Tots aquests elements ens permeten plantejar que, tot i tenint en compte la possibilitat que els nivells de base poguessin correspondre al bronze ple, l'adscripció cronològica per a la majoria de materials ens remet cap a un moment avançat. Així, en el context de la zona nord del denominat bronze valencià, amb límits poc definits, estaria entre el que podríem considerar bronze ple, representat per jaciments com el Torrelló d'Onda o Hoya Quemada (Mora de Rubiols, província de Terol), el final del qual podria estar al voltant del 1300 aC, i la data inicial del jaciment de Vinarragell (Borriana, Castelló) de mitjan s. VIII aC. Aquest interval de temps es correspon amb el denominat bronze tardà i bronze final I a València, o bronze final I-bronze recent, bronze final II i IIIA a la zona del nord-est. Considerem que, mentre no es coneguen noves dades, l'assentament de l'Ereta del Castellar va haver de tenir una ocupació centrada en el trànsit del bronze final I o bronze recent al bronze final II, amb dates molt properes al canvi de mil·lenni, obrint la possibilitat d'allargar una mica més el final si atenem a la presència del fragment de ceràmica amb acanaladuras pertanyent als camps d'urnes.
El jaciment, per tant, resulta clau per a entendre els processos que cap al final de l'edat del bronze es van produir al nord del nostre territori. El seu estudi, incloent excavacions sistemàtiques, permetria conèixer amb major detall els vincles culturals existents entre la zona nord del denominat bronze valencià, en la qual s'inclouria la regió muntanyenca de Terol, i altres zones una mica més allunyades com el Baix Aragó. Aquestes relacions culturals ajudarien a definir qüestions actualment poc clares com l'existència, en aquest territori, d'un bronze tardà diferenciable del bronze final I, tal com va establir en el seu moment Milagro Gil-Mascarell Boscà. Potser, igual que s'observa al Baix Aragó, a aquelles zones on l'arribada d'elements dels camps d'urnes es produeix dèbilment és complicat arribar a identificar un bronze final anterior a la primera edat del ferro, ja que és el bronze recent el que ocupa el seu lloc, i aquest al seu torn resulta també difícil de distingir del bronze mitjà.
Potser caldria pensar en una etapa de final d'un procés com degué ser aquesta, en una via de desenvolupament paral·lela abans que en un procés lineal uniforme. En alguns casos s'apreciaria una evolució més clara amb la introducció de nous elements en uns altres; on els contactes van ser més escassos, assistiríem a perduraciones més marcades.

## Revisió i posada en valor del jaciment: les excavacions recents
El 2004, per iniciativa de la Corporació Municipal de Vilafranca, s'inicien una sèrie de contactes amb el Museu de Prehistòria de València amb la finalitat d'establir una cooperació entre les dues institucions, junt a la Direcció General de Patrimoni, per realitzar un projecte de posada en valor del jaciment. Aquests treballs se'n van centrar en l'excavació i estudi dels materials i de les estructures, la consolidació d'aquelles més rellevants i la difusió del jaciment mitjançant el seu condicionament i senyalització.
Les excavacions es van reprendre el 2007, amb tres campanyes successives, de les quals es va encarregar la direcció del projecte a Eva Ripollés Adelantado i María Jesús de Pedro Michó, i posteriorment es van realitzar treballs de consolidació a càrrec de la restauradora del Museu de Prehistòria de València, Trinidad Pasies.
Les tres campanyes d'excavació realitzades entre 2007 i 2009 per part del SIP han permès la revisió del jaciment des d'una perspectiva actual, d'acord amb els avanços de la recerca al voltant de l'edat del bronze, permetent puntualitzar alguns aspectes i situar-lo en un lloc destacat per entendre la dinàmica de les poblacions que van ocupar aquest territori en una etapa clau com va ser la del final de l'edat del bronze, cap al 1200-900 aC. De fet, l'Ereta del Castellar representa el trànsit entre el final del bronze ple i el bronze final al País Valencià.
Pel que fa a l'organització interna del poblat, s'hi han localitzat dos murs de pedra, amb una amplària de 1'80 metres aproximadament, que recolzen directament sobre la roca de base. Presenten una delineació paral·lela i una orientació nord-oest/sud-est, creant un espai d'uns 6 metres aproximadament entre si. Són aquests murs els que semblen articular l'espai on es localitzen petits murets i estructures de fang amb diferents funcions. La presència d'abundants restes constructives permet confirmar la utilització de cobertes i alçades realitzades amb elements vegetals i fang que, en alguns casos, mostren restes d'emblanquinats.
El material recuperat en aquestes campanyes d'excavació, si bé està molt fragmentat, ha permès reforçar la idea que es trata d'un jaciment que entronca directament amb la problemàtica del bronze final i dels moviments de població produïts a les acaballes de l'edat del bronze des de l'altre vessant dels Pirineus, coneguts com a portadors de camps d'urnes, i situa el jaciment de l'Ereta com el precedent immediat de l'intens poblament que molt poc de temps després va rebre aquesta zona, durant el bronze final i el ferro antic.